# Jacques Chaban-Delmas

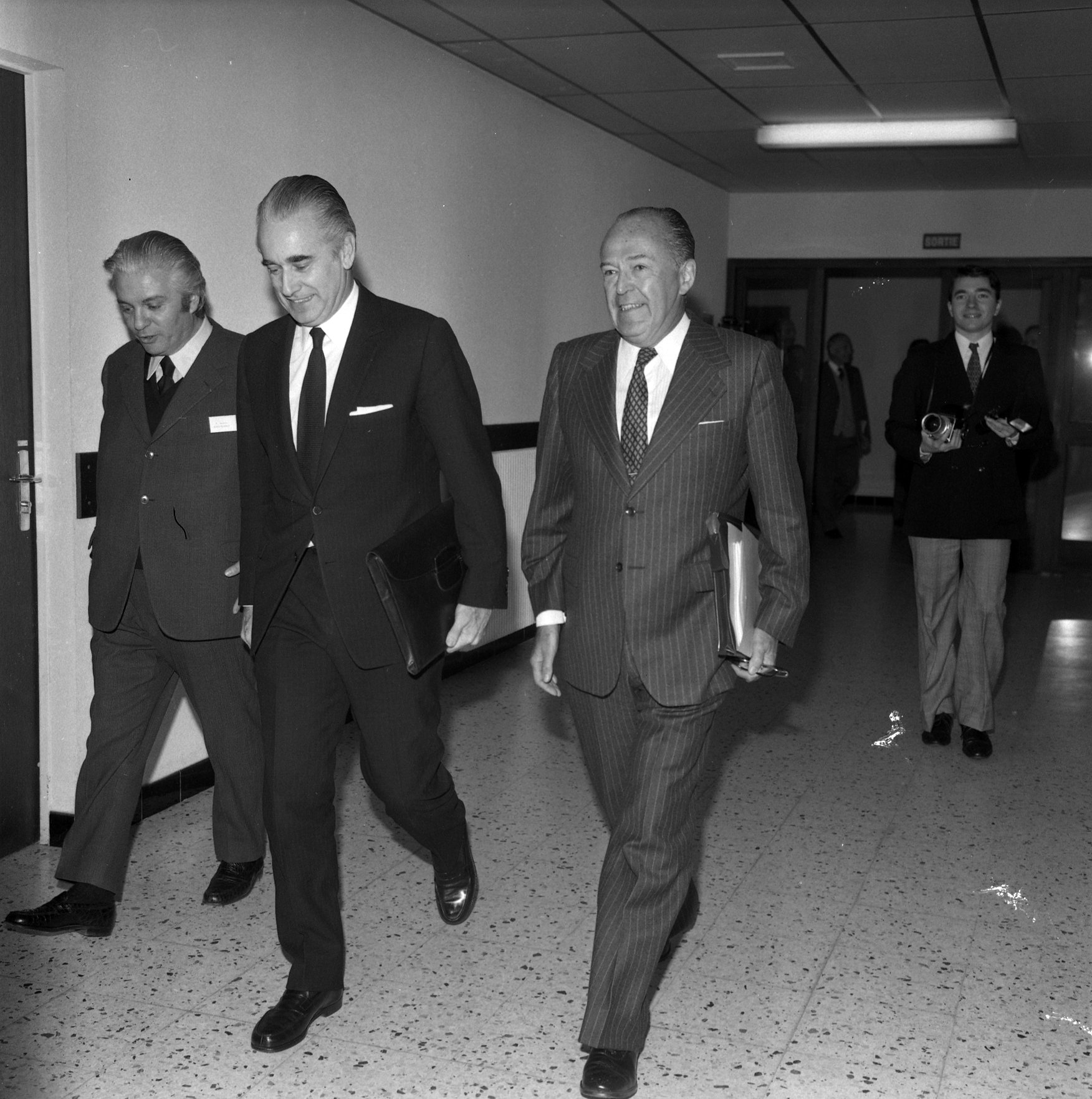
Chaban-Delmas (középen) 1974-ben

Jacques Chaban-Delmas (születési neve: Jacques Michel Pierre Delmas) (Párizs, 1915. március 7. – Párizs, 2000. november 10.) francia politikus, újságíró, kormányhivatalnok, 1969-től 1972-ig miniszterelnök.

## Pályafutása
1933-ban az érettségi vizsga után újságíróként helyezkedett el a L’Information napilapnál. A munka mellett jogász diplomát szerzett a régi Párizsi Egyetem jogi karán (Faculté de droit de Paris), a Párizsi Politikai Tanulmányok Intézetének elődjében, az ELSP-ben pedig politikai gazdaságtanból diplomázott.
A katonai szolgálatot Moselle megyében töltötte, a Saint-Cyri Katonai Akadémián évfolyamának legjobbjaként végzett. A Maginot-vonal mentén Nizza közelében brigadérosként szolgált az erődítményeket védő csapatok élén. 1940 júniusában a hazája vereségét nem tudta elviselni, ezért decemberben kapcsolatba lépett az ellenállási mozgalommal. Szeretett volna csatlakozni a londoni székhelyű Szabad Franciaország szervezethez, de a belső ellenálláshoz irányították. Tagja lett a Hector hírszerző szervezetnek Lakanal fedőnév alatt. Az ipari hírszerzésre specializálódott. Különösen a francia ipar Németországnak történő átadása érdekelte, és hogy minél több adathoz juthasson, 1941-ben szerződéses munkatársként bekerült az Ipari termelésért felelős Minisztériumba. 1942 végén a Hector hálózat szétesett a letartóztatások miatt, ekkor az Iparügyi Minisztériumban kezdett dolgozni és szerzett információkat. 1943 márciusában sikeres versenyvizsga után felvették államigazgatási pénzügyi ellenőrnek, és információkat adott át az OCM ellenállási szervezetnek. 1943 októberében Chaban fedőnéven belépett a Francia Nemzeti Felszabadítási Bizottság Katonai Delegációjába. 1944-ben 29 évesen a francia hadsereg legfiatalabb tábornoka lett. Összekötőként sokat tett a normandiai partraszállás előkészítésében. Központi szerepet játszott Párizs felszabadításában, ő biztosította a kapcsolatot Leclerc tábornok és a szövetséges haderők között.
1945 augusztusától közigazgatási pénzügyi ellenőrként és a Tájékoztatási Minisztérium főtitkáraként dolgozott. Gironde megye parlamenti képviselőjévé választották 1946-ban és 1947-ben. Bordeaux polgármestere és Aquitania regionális tanácsának elnöke volt 1947 és 1995 között, és ezért hívták őt Aquitania hercegének.
1954-ben közmunka- és közlekedésügyi miniszter, valamint az idegenforgalomért felelős miniszter Pierre Mendès France kormányában, a veterán katonákért felelős miniszter Guy Mollet, nemzetvédelmi miniszter 1957-ben Félix Gaillard miniszterelnöksége alatt. A francia nemzetgyűlés elnöki posztját 16 éven keresztül töltötte be (1958–1969, 1978–1981, 1986–1988).
Georges Pompidou elnöksége kezdetén Chaban-Delmas-t nevezte ki miniszterelnökké 1969 júniusában. Az elnök Chaban-Delmas személyével nyitni kívánt a baloldal felé a folyamatosság, a történelmi gaullizmus jegyében. 1969. szeptember 16-án a nemzetgyűlésben mondott beszédében felvázolta kormányzati elképzeléseit. Diagnosztizálta az ország helyzetét, amit szerinte gyenge iparosodás jellemez és erősen hajlamos az inflációra. „Megrekedt’ társadalomról beszélt, és túlméretezett államapparátusról, amely gyengén teljesít. A miniszterelnök szerint ennek az az oka, hogy a háború után az állami mindenhatóság találkozott a régi kolbertista és jakobinus hagyományokkal, amely az államot újra mindenhatóvá tette. De ez az út nem vezetett társadalmi harmóniához: Franciaország a kasztok országa, nagy jövedelmi különbségek, elégtelen társadalmi mobilitás és a társadalmi csoportok anakronisztikus elzártsága jellemzik. Chaban-Delmas ambiciózus programot jelentett be egy „új társadalom” megteremtésére: a Közoktatási Minisztérium élvezzen elsőbbséget a pénzek odaítélésekor, fejleszteni kell a műszaki oktatást, autonómiát kell biztosítani az egyetemeknek és az ORTF-nek, az államhatalom decentralizálásával a régiók kapjanak nagyobb szerepet, racionalizálni és modernizálni kell a közigazgatási apparátust, meg kell szervezni a területfejlesztéshez szükséges nagy közmunkákat, folyamatos párbeszédet kell folytatni a szakszervezetekkel.
Miniszterelnöksége alatt bevezették a havi bérezést. Megszűnt a havonta fizetett közalkalmazottak és az órabérért vagy teljesítménybérért dolgozók megkülönböztetése. A minimálbér (SMIC) kiszámítását új alapokra helyezték. Az 1971. július 16-án megszavazott törvény biztosította a dolgozók szakmai képzését és az oktatás idejére a szabadságot. Az 1970-ben hozott törvény bevezette a megosztott szülői felügyeleti jogot, ezt megelőzően csak az apa kaphatta meg.
A köztársasági elnök és Chaban-Delmas nézetei ütköztek, az UDR képviselőinek többsége attól félt, hogy elveszítik konzervatív választóikat. 1972-ben Pompidou lemondásra kérte fel. 1974-ben az elnök halála után indult az elnökválasztáson, a harmadik helyen végzett François Mitterrand és Valéry Giscard d’Estaing mögött. A gaullisták többsége Giscard-t támogatta.
Chaban-Delmas Aquitania regionális tanácsának elnökeként, és Bordeaux város polgármestereként működött tovább. A nemzetgyűlésben elnökölt 1978 és 1981, valamint 1986 és 1988 között. 1995-ben nem indult a polgármester választáson, helyét Alain Juppének adta át. 2000. november 10-én hunyt el. Emlékét Bordeauxban a Pont Jacques Chaban Delmas nevű híd őrzi.

## Kitüntetései
- A Francia Köztársaság Becsületrendjének parancsnoka
- Compagnon de la Libération
- Croix de guerre 1939–1945
- A Médaille de la Résistance rozettás tiszti fokozata
- A II. Lipót-rend parancsnoka
- A Legion of Merit parancsnoka
- A Virtuti Militari katonai rend parancsnoka
- A Katolikus Izabella-rend parancsnoka
- Jugoszlávia Nagycsillag-rendjének szalaga

## Írásai
- L'Ardeur (1975)
- Charles de Gaulle (1980)
- La Libération (1984)
- Les Compagnons (1986)
- La Dame d'Aquitaine (1987)
- Montaigne (1993);
- Mémoires pour Demain (1997)

## Kapcsolódó szócikk
- Franciaország miniszterelnökeinek listája